# Джеффрі Райт (режисер)
Джеффрі Райт (англ. Geoffrey Wright; 1959, Мельбурн, Вікторія, Австралія) — австралійський кінорежисер і сценарист, який здобув відомість завдяки фільму 1992 року «Romper Stomper» з Расселом Кроу в головній ролі.
У 1994 році він зняв гостросюжетний трилер «Металева шкіра» в передмісті з Беном Мендельсоном у головній ролі, а пізніше — підлітковий фільм жахів «Вишневий водоспад» з Бріттані Мерфі в головній ролі. У 2006 році він екранізував шекспірівського «Макбета» з Семом Вортінгтоном і Лачі Халмом у головних ролях.

## Фільмографія

### Фільми
- 1989 — «Коханець»
- 1992 — «Ромпер Стомпер»
- 1994 — «Металева шкіра»
- 1999 — «Вишневий водоспад»
- 2006 — «Макбет» (на основі пʼєси Вільяма Шекспіра «Макбет»)

### Телесеріали
- 1996 — «Оголені: Історії чоловіків»
- 2018 — «Romper Stomper»